# سارگیس مارگاریان
سارگیس مارگاریان (ارمنی: Սարգիս Մարգարյան زاده ۷ سپتامبر ۱۹۹۳) بازیکن فوتسال در پست مهاجم اهل ارمنستان است. 

## باشگاهی
از باشگاه‌هایی که در آن بازی کرده‌است می‌توان به باشگاه فوتسال گومل اشاره کرد.

## تیم ملی
وی همچنین در تیم ملی فوتسال ارمنستان بازی کرده‌است. 